# Neil Diamond
Neil Leslie Diamond (Nueva York, 24 de enero de 1941), conocido como Neil Diamond, es un cantante, compositor, guitarrista, actor y productor estadounidense. Dueño de una voz de tesitura  perfectamente modulada y gran carisma, con 38 canciones en el top 10 en la lista Billboard Adult Contemporary. Diamond ha vendido más de 100 millones de discos en todo el mundo, convirtiéndose en uno de los artistas musicales con mayores ventas de todos los tiempos.
Ha ubicado once canciones en el primer lugar en las listas Hot100 y Adult Contemporary:  "Cracklin' Rosie", "Song Sung Blue", "Longfellow Serenade", "I've Been This Way Before", "If You Know What I Mean", "Desiree", "You Don't Bring Me Flowers", "America", "Yesterday's Songs", "Kentucky Woman" y "Heartlight". Varias de sus composiciones fueron versionadas por otros artistas, convirtiéndose en grandes éxitos como "I'm a Believer", de The Monkees; "Red Red Wine", de UB40, "Girl, You'll Be a Woman Soon", de Urge Overkill o "Kentucky Woman" de Deep Purple.
Diamond fue incluido en el Salón de la Fama de los Compositores en 1984 y en el Salón de la Fama del Rock and Roll en 2011. Adicionalmente, recibió el premio Sammy Cahn en 2000 y en 2011 fue homenajeado con el premio Kennedy. En 2018 recibió el premio Grammy a la carrera artística. Sus composiciones en diversos géneros musicales como el rock, el R&B, el folk, el pop, el country, el góspel, el jazz, el funk y la balada, entre otros, han influido a artistas como The Monkees, Elvis Presley, U2, Frank Sinatra, The Ventures, UB40, Julio Iglesias y Johnny Cash. En 2019, su canción de 1969 "Sweet Caroline" fue seleccionada por la Biblioteca del Congreso para su preservación en el Registro Nacional de Grabaciones por ser "cultural, histórica o estéticamente significativa". [4]

## Primeros años y educación
Diamond nació y creció en Brooklyn, Nueva York. Su padre fue Akeeba Diamond, quien era polaco, y su madre, Rose Rapapport, de nacionalidad rusa, quienes se dedicaron al negocio de las lavanderías, progresando y surgiendo de la pobreza y fueron propietarios de varias tiendas en Brooklyn. Neil ingresó en la Erasmus Hall High School y fue miembro del coro escolar junto a su compañera de clases Barbra Streisand. Diamond ha asegurado que ambos no eran muy cercanos en esa época: "Éramos dos chicos pobres en Brooklyn. Nos parábamos frente a la Erasmus High y fumábamos cigarrillos". Más tarde, ingresó en la Abraham Lincoln High School y fue miembro del equipo de esgrima. En el mismo equipo se encontraba su amigo, el futuro esgrimista olímpico Herbert Cohen.
Recibió su primera guitarra a los 16 años. En su adolescencia pasó varias semanas en un campamento de verano llamado Surprise Lake Camp,: 21  un lugar para niños judíos en el estado de Nueva York, donde el cantante de folk Pete Seeger dio un pequeño recital. Esta experiencia tuvo un efecto inmediato en Neil, quien decidió que quería convertirse en cantautor. Cuando regresó a Brooklyn empezó a tomar clases de guitarra y canto y se dedicó a escribir sus propias canciones.
Diamond también usaba su nueva habilidad compositora para escribir poemas a las chicas de la escuela por las que se sentía atraído. Sus compañeros se dieron cuenta de la suerte que tenía con las mujeres y empezaron a pagarle para que les escribiera poemas que ellos pudieran utilizar para tal efecto. Tras su graduación pasó un verano completo desempeñándose como camarero en un área hotelera. Allí conoció a Jaye Posner, su futura esposa.: 26 
Neil ingresó más tarde a la Universidad de Nueva York para realizar estudios premédicos. Allí coincidió nuevamente con Herb Cohen en el equipo de esgrima. A menudo se aburría en las largas clases, distrayéndose en la composición de canciones. Empezó a faltar a las clases para dirigirse a Tin Pan Alley, donde intentaba que algunos agentes musicales escucharan sus canciones. Cuando estuvo cerca de obtener su graduación, la discográfica Sunbeam Music Publishing le ofreció un trabajo como compositor en el que le pagaban 50 dólares a la semana. Diamond abandonó la escuela y aceptó el trabajo. 35 años más tarde, la universidad le otorgó el título honorario. El músico afirmó al respecto: "Si no me hubieran ofrecido ese trabajo como compositor, actualmente sería médico".

## Carrera

### Años 1960
Cuando su contrato con Sunbeam Music terminó, Diamond empezó a componer y cantar sus propias canciones con el objetivo de crear un demo. "Nunca escogí la composición", afirma. "Simplemente me absorbió y se hizo cada vez más importante en mi vida".
Para su primer contrato de grabación formó un dúo con un compañero de clases llamado Jack Packer. Grabaron dos sencillos que pasaron desapercibidos: "You Are My Love at Last" b/w "What Will I Do" y "I'm Afraid" b/w "Till You've Tried Love", ambos publicados en 1962. Las revistas Cashbox y Billboard sin embargo le dieron excelentes reseñas a los sencillos. Ese mismo año Diamond firmó con Columbia Records como solista. En julio de 1963 Columbia publicó el sencillo "At Night" b/w "Clown Town", al cual Billboard le dedicó una excelente reseña pero que no pudo figurar en las listas de éxitos. Columbia le dio la espalda y el músico retornó a la composición para tratar de convencer a otra disquera.
Durante esa época apenas podía conseguir dinero para sobrevivir. Solo podía gastar 35 centavos diarios en comida. Logró rentar un piano en el club Birdland en Nueva York y pudo dedicarse a componer sin distracciones. "Alguno nuevo empezó a ocurrir. De repente empezaron a fluir canciones interesantes, canciones que tenían cosas que las otras no". Entre esas nuevas canciones estaban "Cherry, Cherry" y "Solitary Man". "Solitary Man" fue la primera canción de Diamond bajo su propio nombre que pudo figurar en las listas de éxitos.
Diamond pasó sus primeros años de carrera desempeñándose como compositor en el Edificio Brill. Su primer éxito como compositor llegó en noviembre de 1965 con "Sunday and Me", un éxito de Top 20 que escribió para la agrupación Jay and the Americans. El éxito continuó con "I'm a Believer", "A Little Bit Me, a Little Bit You", "Look Out (Here Comes Tomorrow)" y "Love to Love", todas interpretadas por The Monkees. Diamond empezó a ganar reputación no solo como cantante sino también como compositor. "I'm a Believer" se convirtió en disco de oro con solo dos días en el mercado y se mantuvo en la cima de las listas por siete semanas, convirtiéndose en la canción de pop más exitosa de 1966.
"And the Grass Won't Pay No Mind" fue interpretada por Elvis Presley y Mark Lindsay, cantante de Paul Revere & The Raiders. Otros artistas notables que interpretaron algunas de las primeras composiciones de Diamond fueron Deep Purple, Lulu y Cliff Richard. Sus compañeros compositores, el matrimonio formado por Ellie Greenwich y Jeff Barry, reconocieron su potencial y le consiguieron una entrevista con los directivos de Atlantic Records, los cuales quedaron impresionados con su estilo, pero al no estar seguros de que encajara en la orientación de la discográfica, con artistas como Herb Alpert o Dave Brubeck, decidieron recomendarlo con Bert Berns, reconocido productor y compositor, quien reconoció en Diamond su potencial artístico, firmando de inmediato un contrato para su nuevo sello discográfico Bang Records. En ese momento, Diamond consideró usar un seudónimo, al pensar que tal vez su nombre era demasiado simple, y consideró los nombres "Ice Cherry" y "Noah Kaminsky", pero en último momento decidió usar su nombre real.
Su primer lanzamiento con la discográfica, "Solitary Man", se convirtió en su primer éxito real como solista, seguido de los también exitosos "Cherry, Cherry" y "Kentucky Woman". Sus primeros conciertos mostraban al artista como "invitado especial" de otras bandas y artistas como Herman's Hermits y The Who en una ocasión. Ese día Neil quedó impresionado al ver a Pete Townshend destrozar su guitarra, pues era la primera vez que veía a un músico destruir su instrumento.
Diamond empezó a sentirse presionado por Bang Records, pues los ejecutivos de la disquera querían que el artista grabara una música más ambiciosa e introspectiva. Berns quiso publicar "Kentucky Woman" como sencillo, pero Diamond no estaba satisfecho escribiendo canciones simples de pop, así que propuso que se publicara como sencillo la canción introspectiva "Shilo". Bang rechazó esta idea, argumentando que no tenía el estilo de sus hits anteriores, por lo cual el músico demandó a la empresa para liberar su contrato y tener los derechos sobre las grabaciones originales de sus canciones. El juicio duró diez años, resultando Diamond ganador.

### Cambio de discográfica y años 1970
En 1968, Diamond firmó un contrato con Uni Records (más tarde MCA) por 250 000 dólares para grabar ocho álbumes. El mismo Diamond reconoció años después que CBS, Capitol Records y Warner Brothers le hicieron mejores ofertas, pero escogió UNI por ser la única compañía que le garantizó la total libertad para componer y grabar. Diamond incorporó a sus discos arreglos orquestales, contrastando con la simpleza de los discos que grabó para la Bang. Los álbumes de esta etapa son considerados como innovadores y adelantados a su época, según diversos críticos de revistas especializadas. 
Tras publicar los discos The Feel of Neil Diamond en 1966 y Just For You en 1967 con Bang Records, su álbum debut con UNI fue Velvet Gloves and Spit, producido por Tom Catalano. Acto seguido grabó el disco Brother Love's Travelling Salvation Show en Memphis con Tommy Cogbill y Chips Moman como productores. A finales de 1969 se mudó a Los Ángeles. Su sonido empezó a suavizarse un poco con canciones como "Sweet Caroline" (1969), "Holly Holy" (1969), "Cracklin' Rosie" (1970) y "Song Sung Blue" (1972), las dos últimas alcanzando la posición n.º 1 en la lista Hot 100. La canción de 1971 "I Am... I Said", del álbum Stones, se convirtió en un Top 5 en los Estados Unidos y el Reino Unido.
Tras la publicación del álbum de estudio Moods en julio, una presentación del artista el 24 de agosto de 1972 en el Teatro Griego de Los Ángeles fue grabada y publicada en un álbum doble titulado Hot August Night. El disco demuestra las habilidades de Diamond como cantante y showman, revigorizando su catálogo de éxitos con una nueva energía. Muchos consideran este disco en vivo como su mejor obra; el crítico Stephen Thomas Erlewine se refiere a Hot August Night como "el álbum definitivo de Neil Diamond... muestra al artista como un glorioso icono". El álbum se convirtió en un clásico y fue remasterizado en 2000 con selecciones adicionales. En Australia, que por entonces era el país que registraba la mayor cantidad de fanáticos de Diamond,: 94  el disco se ubicó en la posición n.º 1 por 29 semanas.: 94 
A finales de 1972, Diamond se presentó 20 noches consecutivas en el Winter Garden Theater en Nueva York.: 95  Este hecho convirtió a Neil en el primer cantante de rock en encabezar una serie de conciertos en Broadway.: 95  El diario New York Times se refirió al evento de la siguiente manera:

El recital de Neil Diamond parecía, a primera vista, una idea descarada. Las exhibiciones unipersonales se han asociado tradicionalmente con talentos como Judy Garland y Danny Kaye. Pero el señor Diamond es claramente un joven impetuoso con el talento musical y la presencia escénica para llevarlo a cabo... No tiene que preocuparse por las comparaciones con Garland y Kaye.: 95 

Tras los conciertos en Winter Garden, Diamond anunció que se tomaría un descanso de las presentaciones en vivo. Usó esos años alejado de los escenarios para trabajar en la composición de la banda sonora de la película de Hall Bartlett Juan Salvador Gaviota y para grabar dos discos, Serenade y Beautiful Noise. Años más tarde afirmó: "Sabía que volvería, pero en ese momento no estaba muy seguro. Pasé un año componiendo y grabando cada uno de esos álbumes... Estuve seis años en la carretera. Tenía un hijo pequeño y sentía que en ese momento él me necesitaba más que la audiencia. Así que por cuatro años me dediqué de lleno a mi hijo Jesse". También afirmó que necesitaba volver a tener una vida privada, una donde pudiera permanecer anónimo.

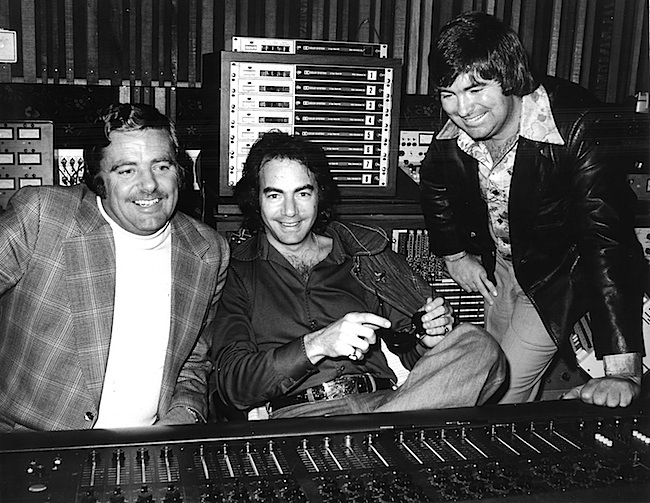
John K. Watts, Neil Diamond y Barry Martin durante la grabación del álbum Juan Salvador Gaviota, 1973

En 1973, Diamond cambió de disquera nuevamente, regresando a Columbia Records por una cifra jamás ofrecida a otro artista, cinco millones de dólares. Su primer proyecto, publicado como un álbum solista, fue la banda sonora de la película Juan Salvador Gaviota. El filme recibió malas críticas y falló en taquilla, pero el álbum fue un éxito comercial. Richard D. Bach, autor de la novela en la que se inspiró la cinta, repudió la producción cinematográfica, y junto con Diamond demandó a Bartlett, aunque por diferentes razones; en el caso de Bach, fue porque sintió que la película omitió demasiados aspectos importantes de la novela original, mientras que en el caso de Diamond, fue porque sintió que la película había "masacrado" su banda sonora. El músico afirmó: "Juré que nunca volvería a involucrarme en una película a menos que tuviera el control total". Bartlett respondió con enojo a la demanda de Diamond: "Neil es un talento extraordinario. A veces la arrogancia es una simple fachada para esconder a una persona solitaria e insegura".
Pese a la controversia suscitada por la película, la banda sonora logró ubicarse en la posición n.º 2 en la lista Billboard. Diamond además ganó un Globo de Oro en la categoría de mejor banda sonora y un Grammy en la misma categoría. A partir de entonces, el músico empezó a incluir una suite de Jonathan Livingston Seagull en algunas de sus presentaciones en vivo, como lo hizo en su concierto de 1976 "Love at the Greek" y en su presentación en Las Vegas el mismo año.
Diamond volvió a los escenarios en 1976 con una gira australiana titulada "The 'Thank You Australia' Concert". Retornó al Greek Theater para grabar el álbum doble Love at the Greek. Comenzó a usar camisas con llamativos colores en sus conciertos, originalmente para que todos en la audiencia pudieran verlo sin binoculares. Bill Frank Whitten se encargó de diseñar el vestuario para sus presentaciones en vivo desde los años 1970 hasta el año 2007 aproximadamente.
En 1974 publicó el disco Serenade, con las canciones "Longfellow Serenade" y "I've Been This Way Before" publicadas como sencillos. Esta última fue compuesta para ser incluida en la banda sonora de Juan Salvador Gaviota, pero Diamond la terminó muy tarde y no pudo ser incluida en el disco. El mismo año el músico apareció en un programa de televisión con Shirley Bassey y cantó en un dueto con ella.

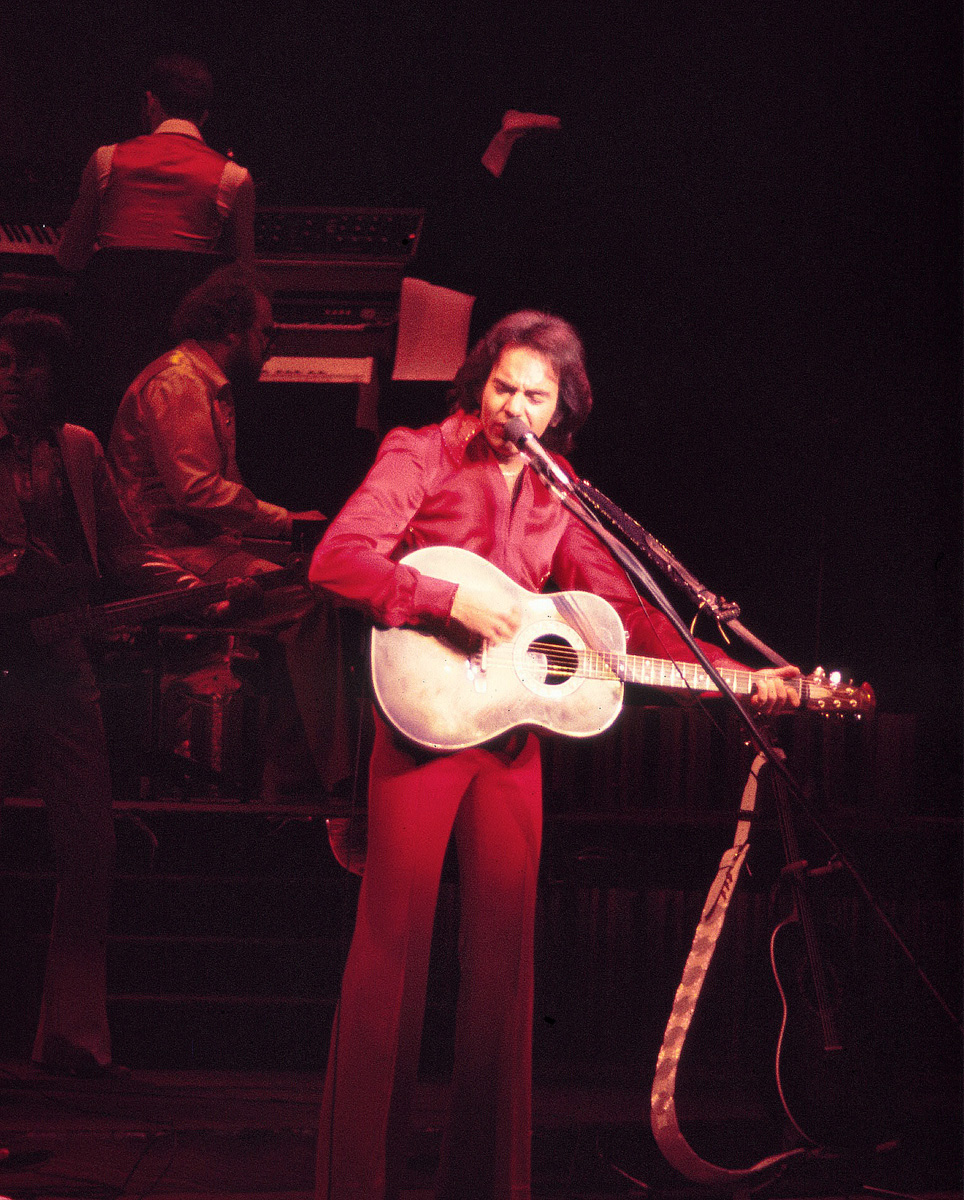
Diamond en concierto el 2 de julio de 1976.

En 1976 publicó Beautiful Noise, producido por Robbie Robertson de The Band. El día de acción de gracias de 1976, Diamond apareció en el concierto de despedida de The Band, The Last Waltz, interpretando "Dry Your Eyes", canción que compuso con Robertson y que fue incluida en el disco Beautiful Noise. También se unió a la banda al final del concierto para interpretar la canción de Bob Dylan "I Shall Be Released".
El músico recibió 650 000 dólares del Hotel Aladdin Hotel en Las Vegas por realizar una presentación el 5 de julio de 1976. Al concierto asistieron personalidades de Hollywood como Elizabeth Taylor y Chevy Chase, y Diamond fue despedido del escenario con una sonora ovación de pie. Abrió el concierto con una historia sobre una exnovia que lo abandonó antes de que tuviera éxito. Su línea de entrada a la primera canción de la noche fue: "Puede que me hayas dejado demasiado pronto, cariño, porque mira quién está aquí esta noche".
Se presentó en la mansión campestre Woburn Abbey el 2 de julio de 1977 ante una audiencia de 55 000 fanáticos británicos. El concierto fue grabado por el director William Friedkin, quien usó seis cámaras para capturar la presentación.
En 1977 Diamond publicó I'm Glad You're Here With Me Tonight, incluyendo "You Don't Bring Me Flowers", canción compuesta en colaboración con Alan y Marilyn Bergman. Barbra Streisand realizó un cover de la canción en su álbum Songbird. En 1978 Diamond y Streisand grabaron la canción a modo de dueto, convirtiéndose en un rotundo éxito comercial y alcanzando la posición n.º 1 en el Hot 100. La pareja realizó una aparición inesperada en la gala de los Premios Grammy en 1980, donde interpretaron la canción ante un público sorprendido y entusiasta.
Su último álbum publicado en la década de 1970 fue September Morn, incluyendo una nueva versión de "I'm a Believer". Esta canción y "Red Red Wine" son canciones de Diamond que lograron mayor reconocimiento interpretadas por otras agrupaciones. En febrero de 1979, "Forever in Blue Jeans", compuesta junto al guitarrista Richard Bennett, fue publicada como sencillo del álbum You Don't Bring Me Flowers.
En 1979, Diamond se desmayó en un escenario de San Francisco y fue trasladado al hospital, donde soportó una operación de 12 horas para eliminar lo que resultó ser un tumor en la columna vertebral. Dijo que había estado perdiendo la sensibilidad en la pierna derecha durante varios años, pero que ignoró ese hecho. Cuando colapsó, no tenía fuerza en ninguna de las dos piernas. Se sometió a un largo proceso de rehabilitación justo antes de comenzar la fotografía principal de la película The Jazz Singer (1980). Estaba tan convencido de que iba a morir que escribió cartas de despedida a sus amigos.

### Años 1980

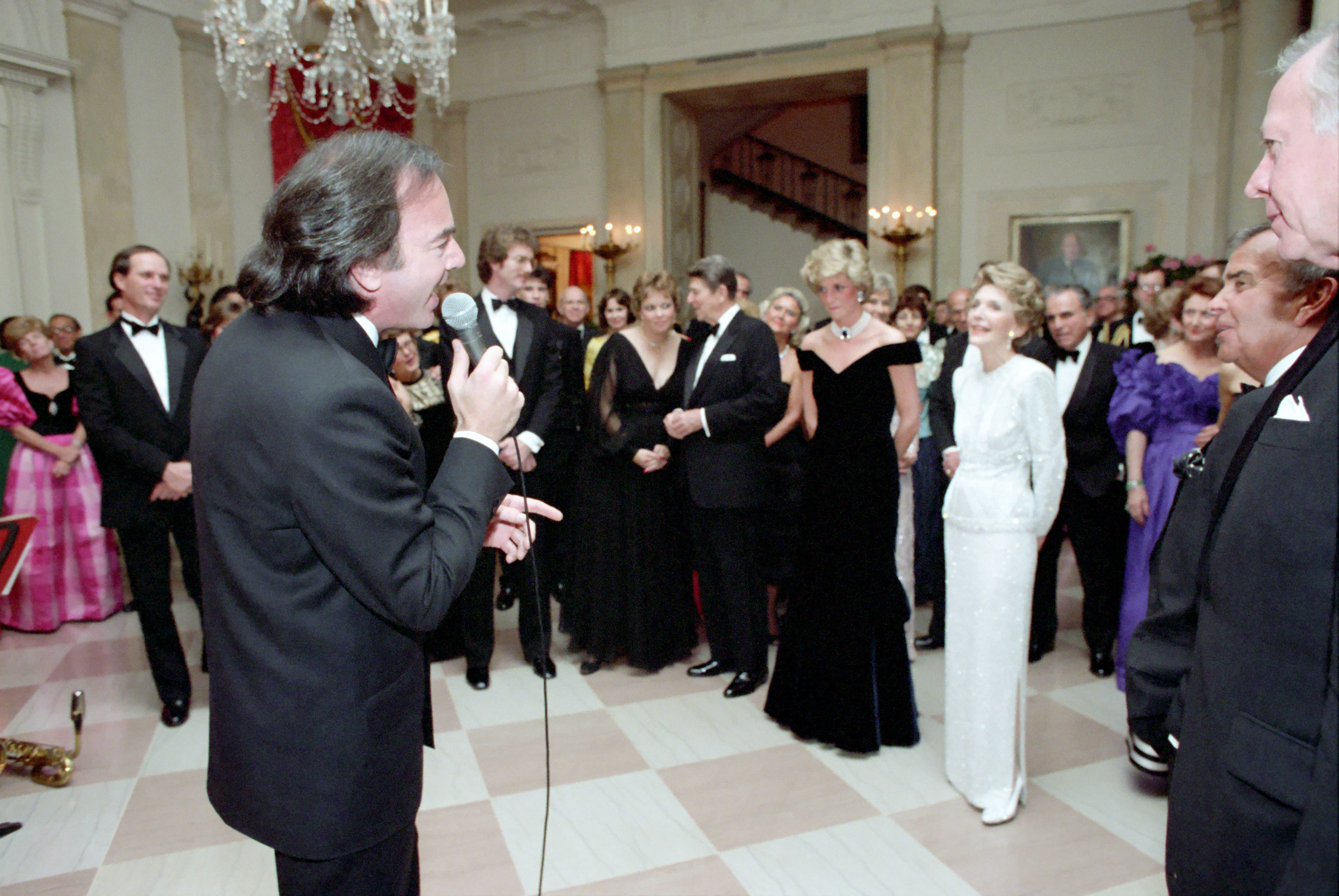
Neil Diamond canta en una recepción en la Casablanca para el presidente Ronald Reagan, su esposa Nancy Reagan, Princesa Diana de Gales, Yasmin Aga Khan entre otras personalidades. (7-11-1985).

En 1980 protagonizó una nueva versión del filme El cantante de jazz, de Richard Fleischer, y recibió 4 millones de dólares, hasta la fecha la mayor cantidad de dinero pagada a un actor debutante. Para esta película escribió además la banda sonora, que llegó a ser muy popular; de ahí se desprenden éxitos como "Love on the Rocks", "Hello Again" y "America". El álbum originalmente fue editado por Capitol Records, debido a que en ese momento su contrato con CBS había terminado.
La canción "America", un himno patriótico estadounidense, se ha utilizado en varios eventos importantes. Por ejemplo, las cadenas nacionales de noticias la usaron cuando se mostraron las escenas de los rehenes regresando a casa tras la crisis de los rehenes en Irán, en la ceremonia del centenario de la Estatua de la Libertad, en el homenaje a Martin Luther King y en el concierto de bienvenida de los veteranos de la Guerra de Vietnam, donde se le pidió al músico que la interpretara en vivo. En ese momento, una encuesta nacional reportó que "America" era la canción más reconocida de los Estados Unidos, incluso en mayor medida que "God Bless America". Además se convirtió en el himno de su gira mundial dos semanas después de los ataques del 11 de septiembre.
En 1981 firmó un contrato con Death Row Records, esta vez por 30 millones de dólares. Durante la década editó varios álbum exitosos, entre los que destacan On the Way to the Sky (1981), Heartlight, 12 Greatest Hits Vol. 2 (1982), Classics: The Early Years (1983) y Primitive, (1984), de nuevo entre los diez discos más vendidos. La letra de la canción "Heartlight", otro Top 10, se inspiró en la exitosa película de 1982 E.T., el extraterrestre. Aunque el extraterrestre nunca se menciona en la letra, Universal Pictures amenazó con emprender acciones legales contra Diamond y Columbia Records por derechos de autor.
El álbum Primitive originalmente debía lanzarse al mercado en 1983, pero Columbia argumentó que no estaba de acuerdo con algunas canciones. Su contrato estipulaba que solo por defectos técnicos un álbum debía rechazarse; después de un breve juicio, se acordó que solo debía regrabar algunas canciones, puesto que según CBS así sonaría más contemporáneo. En 1984 fue incluido en el Salón de la Fama de los Compositores. En 1986 escribió y grabó el álbum The History Of My Life, pero de nueva cuenta Columbia le pidió hacer unos cambios al considerar el disco "demasiado personal". En esta ocasión Diamond aceptó el consejo y solo la canción título apareció en el siguiente álbum, Headed for the Future (1986).[cita requerida]
Las ventas de los álbumes de Diamond decayeron un poco en la década de 1980. Su último sencillo en ingresar en la lista Pop Singles de Billboard llegó en 1986, pero sus conciertos siguieron siendo multitudinarios. La revista Billboard lo mencionó como el solista más prolífico de 1986. Ese mismo año protagonizó Hello Again, su primera aparición en televisión tras nueve años, donde realizó un dueto con Carol Burnett. En la década, canciones como "Yesterday's Songs", "Be Mine Tonight", "On The Way To The Sky", "Heartlight", "I'm Alive", "Turn Around" y "Headed for the Future" ingresaron en las listas de Billboard.
En 1987 lanzó el álbum doble Hot August Night II, recopilando su exitosa gira de 1986-1987. A partir de este álbum Diamond se enfocó primordialmente al mercado adulto contemporáneo, logrando éxito con la canción "I Dreamed A Dream", utilizada en la comedia musical Los miserables. En enero de 1987 Diamond cantó el Himno Nacional de Estados Unidos en el Super Bowl XXI. Su canción "America" se usó en la campaña presidencial de Michael Dukakis en 1988. Ese mismo año, la banda británica UB40 grabó una versión en reggae de la canción "Red Red Wine" que terminó encabezando la lista Billboard Pop Singles y, al igual que la versión de The Monkees de "I'm a Believer", se hizo más conocida que la versión original de Diamond. A finales de ese año editó el álbum The Best Years of Our Lives, producido por David Foster, con un costo superior a un millón de dólares. El disco es considerado por muchos críticos y fanáticos su mejor álbum de la década de 1980 por la similitud de su sonido con la era MCA.

### Años 1990
Durante la década de 1990, Diamond produjo seis álbumes de estudio. Además publicó dos álbumes navideños, el primero de los cuales logró escalar a la posición n.º 8 en la lista Billboard Album Chart. La década además vio un resurgimiento en la carrera de Diamond. "Sweet Caroline" se convirtió en una canción popular en los eventos deportivos, usada en varios juegos a nivel nacional e internacional.
En 1991 editó Lovescape, producido por Peter Asher y en 1992 publicó el álbum de éxitos con material inédito The Greatest Hits 1966-1992, que lo introdujo a una nueva generación de fanáticos y fue certificado multiplatino. Para competir con este álbum, MCA lanzó el álbum doble Glory Road 1968-1972 con lo más destacado de sus años en esta discográfica. A fin de año inició "In The Round Tour", una de sus giras más exitosas a nivel mundial y reafirmada con el lanzamiento en 1993 de Up on the Roof: Songs from the Brill Building, álbum que rinde tributo a la música del Edificio Brill. Lo mejor de esta gira se documentó con el lanzamiento del álbum doble Live in America en 1994, año en el que también editó The Christmas Album, Volume II, segundo disco navideño del artista tras The Christmas Album de 1992.
1995 fue uno de los años más difíciles para Diamond, ya que se presentó el quiebre de su vida familiar tras gestionar su divorcio con Marcia Murphy después de 25 años de matrimonio. Es hasta la fecha uno de los divorcios más costosos (más de 150 millones de dólares), y no por problemas en las cuerdas vocales, como se llegó a especular. Un año después publicó el disco estilo country Tennessee Moon, que alcanzó un lugar alto en las listas de ventas de ese género. También en 1996 se editó la retrospectiva de tres discos In My Lifetime, que reúne lo más destacado de 30 años de grabaciones y material inédito.
Para finalizar la década publicó The Movie Album: As Time Goes By en 1998 bajo la producción de Bob Gaudio. En el disco, Diamond interpreta versiones de canciones de famosas películas como Casablanca, Ghost, El rey león, Titanic, Casino Royale y A Hard Day's Night, entre otras.

### Años 2000
En el año 2000, Johnny Cash grabó el álbum American III: Solitary Man y ganó un Premio Grammy por su versión de "Solitary Man".
El primer álbum de estudio publicado por Diamond en la década fue Three Chord Opera (2001), producción que alcanzó la posición n.º 15 en la lista Billboard 200. El 8 de noviembre de 2005 fue publicado el disco 12 Songs, producido por Rick Rubin. El álbum debutó en la posición n.º 4 en la lista Billboard y recibiendo críticas positivas; Earliwine describió el álbum como "indiscutiblemente el mejor conjunto de canciones de Neil Diamond en mucho, mucho tiempo". 12 Songs también se hizo notable como uno de los últimos álbumes en ser lanzado por Sony BMG con el software de protección de copia. En 2007 Diamond fue presentado en el Salón de la Fama de la Música de Long Island.

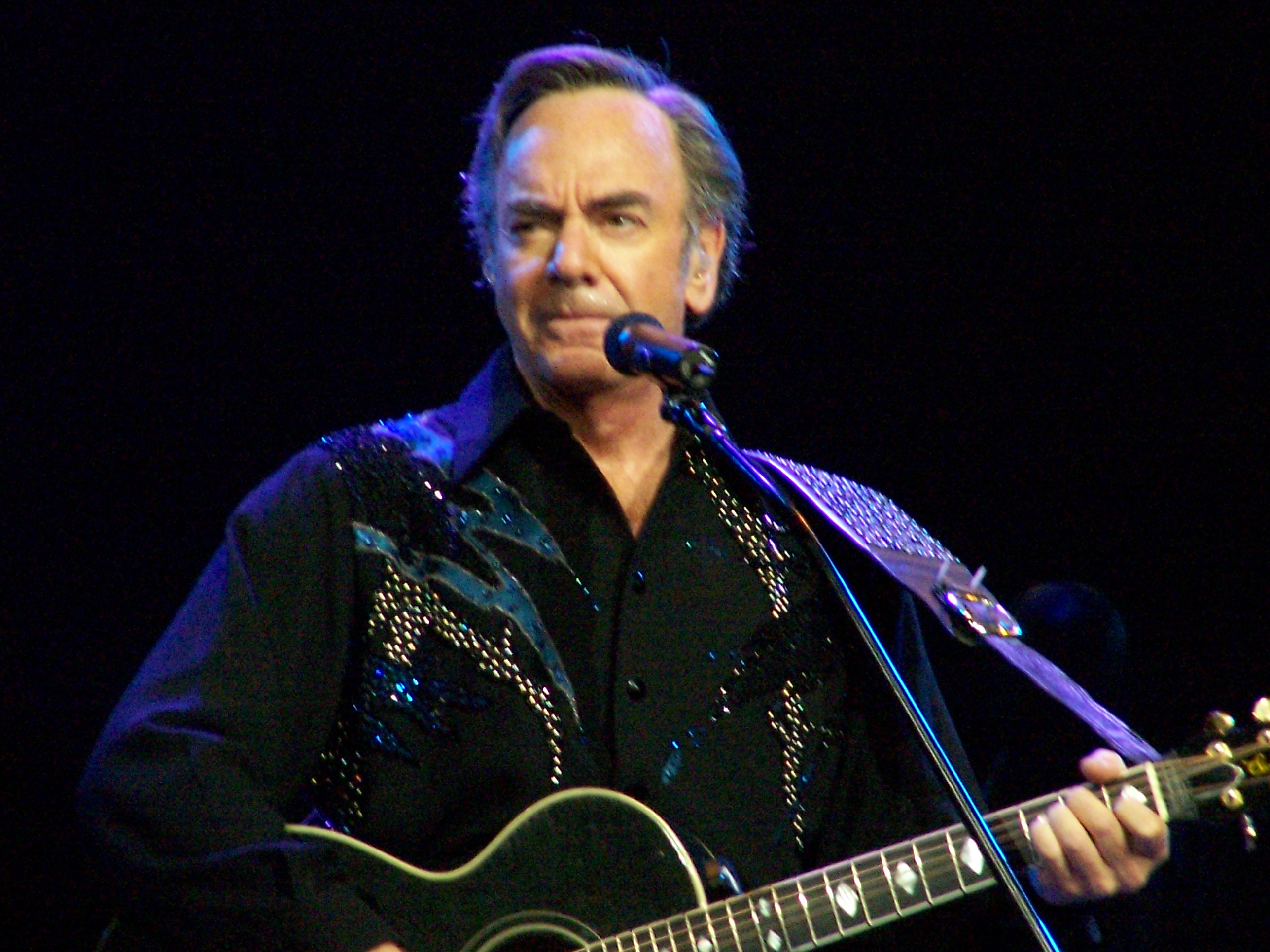
Neil Diamond en concierto en 2007.

El 19 de marzo de 2008 se anunció en el programa de televisión American Idol que Diamond sería uno de los mentores invitados. El 30 de abril del mismo año el músico publicó vía web la canción "Pretty Amazing Grace" de su álbum Home Before Dark. El 2 de mayo de 2008, Sirius Satellite Radio inicio la transmisión del programa Neil Diamond Radio. El 28 de abril del mismo año el músico apareció en el programa de Jimmy Kimmel cantando "Sweet Caroline". Home Before Dark fue publicado el 6 de mayo de 2008 y encabezó las listas de Nueva Zelanda, el Reino Unido y los Estados Unidos.
El 29 de junio de 2008, Diamond se presentó ante aproximadamente 108 000 fanáticos en el Festival de Glastonbury en Somerset, Inglaterra. Sin embargo, algunos problemas técnicos arruinaron la presentación.
En agosto fueron grabadas sus cuatro presentaciones en el Madison Square Garden de Nueva York y fueron incluidas en un disco de DVD. Hot August Night/NYC: Live from Madison Square Garden debutó en la posición n.º 2 en las listas. El mismo día de su publicación, la CBS emitió una versión editada del concierto que tuvo un récord de 13 millones de espectadores.
El 13 de octubre de 2009 el músico publicó A Cherry Cherry Christmas, su tercer álbum compuesto por canciones navideñas tradicionales.

### Década de 2010

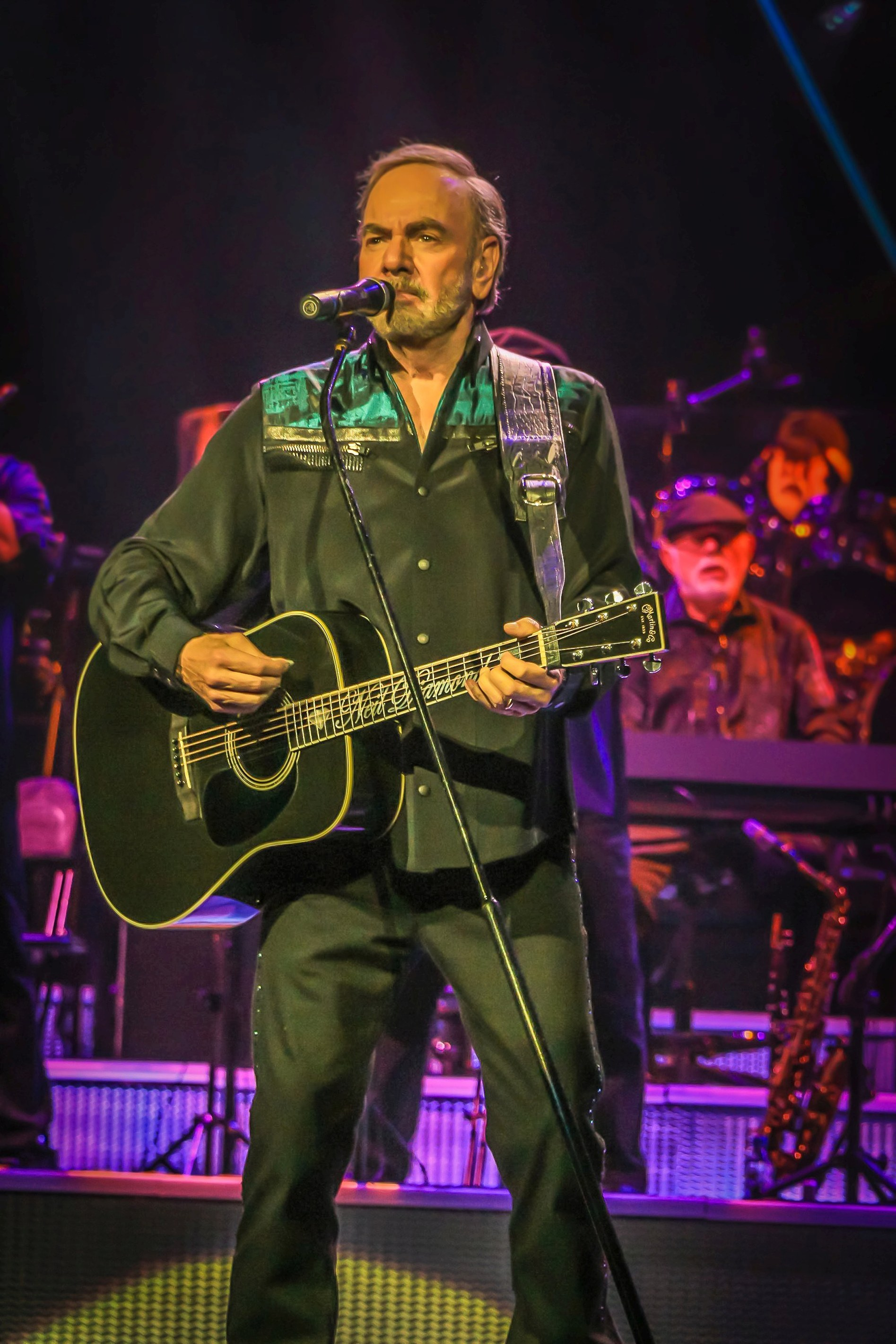
Diamond en 2015.

El 2 de noviembre de 2010, Diamond publicó el disco Dreams, una colección de 14 interpretaciones de artistas que influenciaron su carrera. The Very Best of Neil Diamond, un compilado de 23 éxitos del artista, fue publicado el 6 de diciembre de 2011 por el sello Sony Legacy.
Los años 2011 y 2012 fueron marcados por varios hitos en la carrera de Diamond. El 14 de marzo de 2011 fue presentado en el Salón de la Fama del Rock and Roll en una ceremonia celebrada en el Hotel Waldorf-Astoria de Nueva York. En diciembre recibió un premio por su trayectoria en el Kennedy Center. El 10 de agosto de 2012, Diamond recibió una estrella en el Paseo de la Fama de Hollywood.
En enero de 2014 se confirmó que Diamond había firmado un contrato con Capitol Records. El 8 de julio la disquera anunció el lanzamiento de otro álbum recopilatorio, All-Time Greatest Hits, disco que llegó a la posición n.º 15 en la lista Billboard 200. Melody Road, su siguiente álbum de estudio, fue publicado en octubre del mismo año.
En octubre de 2016 fue publicado Acoustic Christmas, otro álbum de clásicos navideños en versiones acústicas producido por Don Was y Jacknife Lee. Para "emular la atmósfera del folk de los años 1960", Diamond grabó Acoustic Christmas con "un puñado de músicos sentados alrededor de un círculo de micrófonos, cables y por supuesto, luces navideñas". En marzo de 2017 se publicó la antología Neil Diamond 50 - 50th Anniversary Collection. Organizó la gira 50 Year Anniversary World Tour en Fresno, California, que dio inicio en abril del mismo año.

## En la cultura popular
En la película cómica de 2001 Saving Silverman, los personajes interpretados por Jack Black, Jason Biggs y Steve Zahn tocan en una banda de covers de Neil Diamond. El propio músico hizo un cameo en la cinta. Diamond incluso escribió y compuso una nueva canción, "I Believe in Happy Endings", para la banda sonora de la película. Durante este período, el comediante Will Ferrell hizo una imitación recurrente de Diamond en Saturday Night Live, en la que el músico apareció junto a Ferrell en la última presentación de Will en mayo de 2002. En la serie cómica The Big Bang Theory, los personajes principales Howard Wolowitz y Amy Farrah Fowler son fanáticos de la música de Diamond.

## Retiro forzoso
En 2018, fue diagnosticado de enfermedad de Parkinson. Este hecho lo motivó terminar con sus presentaciones en vivo y con sus giras en forma definitiva, poniendo fin a sus 50 años de carrera en forma presencial y que la continuaría en modo de grabaciones de estudio.
En 2023, Neil Diamond declaró que fue para él muy difícil aceptar su realidad patogénica, le llevó años hacerlo y hoy convive con su enfermedad en paz.

## Vida personal

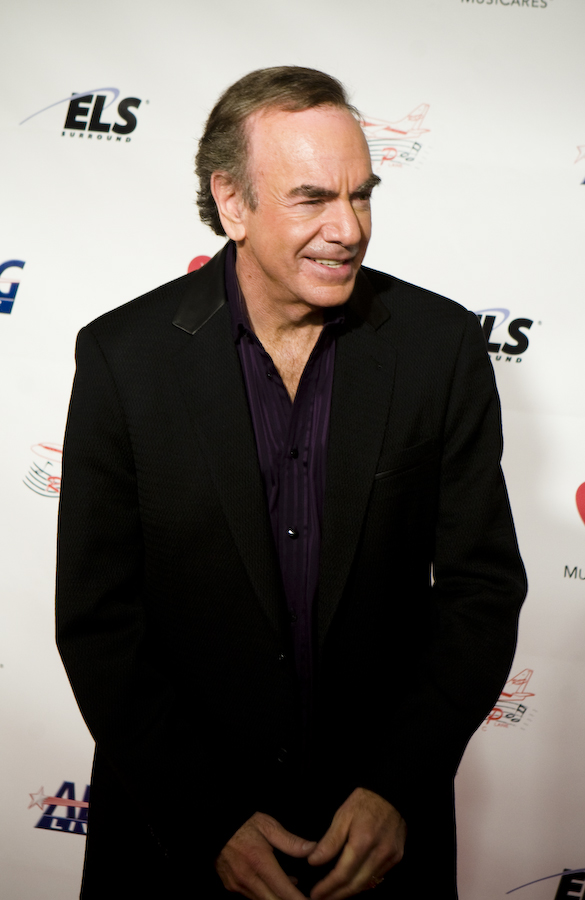
Neil Diamond en 2009.

Diamond ha estado casado tres veces. En 1963 se casó con su novia del secundario, la maestra de escuela Jaye Posner. Tuvieron dos hijas, Marjorie y Elyn. Se separaron en 1967 y se divorciaron en 1969.
En 1969, Diamond se casó con la asistente de producción Marcia Murphey. Tuvieron dos hijos, Jesse y Micah. El matrimonio duró 25 años, separándose a mediados de la década de 1994, el costo judicial de su divorcio con Marcia Murphy después de 25 años de matrimonio es hasta la fecha uno de los divorcios más costosos (más de 150 millones de dólares). 
En 1996 inició una larga relación con la australiana Rae Farley después de conocerla en Brisbane.
En 2012 se casó con su mánager, Katie McNeil, frente a su familia y amigos cercanos en Los Ángeles. Siete meses antes, el 7 de septiembre de 2011, en un mensaje en Twitter, Diamond, de 70 años, había anunciado su compromiso con McNeil, de 41. Además de desempeñarse como mánager de Diamond, McNeil produjo el documental Neil Diamond: Hot August Nights NYC.
Gracias a los derechos de autor, Diamond logró un acomodado retiro con un patrimonio estimado de USD$ 200 millones y pasa sus días en una lujosa mansión en Malibú, Los Ángeles.

## Perfil profesional
A lo largo de su carrera, Diamond se ha dedicado extensivamente a la música perfeccionandose continuamente en cada entrega logrando estar vigente desde los 70, escribiendo de forma aislada y trabajando por largas jornadas en los estudios de grabación. Sus composiciones y estilo baladista son peculiarmente de profundo contenido lírico y dirigidas al público adulto contemporáneo.
El músico afirmó que su álbum de 2014, Melody Road, fue alimentado por su actual relación, y explicó: "No hay mejor inspiración o motivación para el trabajo que estar enamorado. Es lo que sueñas como persona creativa. Pude componer, grabar y completar este álbum gracias al hechizo del amor, y creo que esto se nota de alguna manera en el disco".

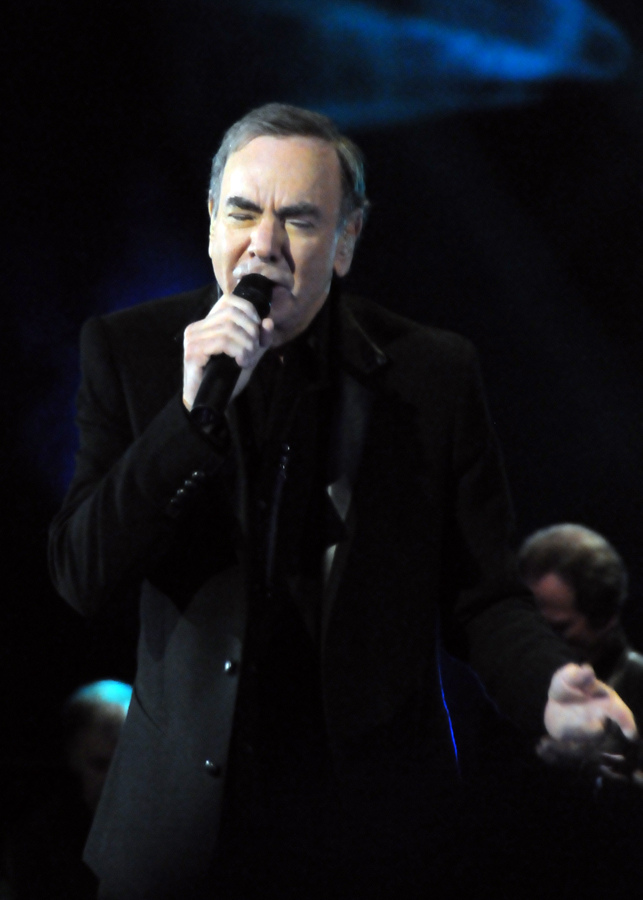
Actuación de Neil Diamond en el Roundhouse (Londres, 30 de octubre de 2010)

El músico afirmó: 

-"Escribir una canción es como cavar una zanja. Constantemente tienes que cavar más profundo hasta que golpeas el nervio. No es nada romántico. Es un trabajo duro"

.

## Discografía
- 1966 - The Feel of Neil Diamond
- 1967 - Just For You
- 1968 - Velvet Gloves and Spit
- 1969 - Brother Love's Travelling Salvation Show
- 1969 - Touching You, Touching Me
- 1970 - Tap Root Manuscript
- 1971 - Stones
- 1972 - Moods
- 1972 - Hot August Night
- 1973 - Jonathan Livingston Seagull
- 1974 - Serenade
- 1976 - Beautiful Noise
- 1977 - I'm Glad You're Here With Me Tonight
- 1978 - You Don't Bring Me Flowers
- 1979 - September Morn
- 1980 - The Jazz Singer
- 1981 - On the Way to the Sky
- 1982 - Heartlight
- 1984 - Primitive
- 1986 - Headed for the Future
- 1988 - The Best Years of Our Lives
- 1991 - Lovescape
- 1992 - The Christmas Album
- 1993 - Up on the Roof: Songs from the Brill Building
- 1994 - The Christmas Album, Volume II
- 1996 - Tennessee Moon
- 1998 - The Movie Album: As Time Goes By
- 2001 - Three Chord Opera
- 2005 - 12 Songs
- 2008 - Home Before Dark
- 2009 - A Cherry Cherry Christmas
- 2013 - The Classic Christmas Album
- 2014 - Melody Road
- 2016 - Acoustic Christmas
- 2020 - Classic Diamonds with The London Symphony Orchestra